# Consolació de la filosofia
La consolació de la filosofia (traducció del llatí: De consolatione philosophiae) és una obra filosòfica escrita per Boeci cap a l'any 524. Ha estat una de les obres més importants i influents a Occident durant l'edat mitjana i el Renaixement i l'última gran obra de l'Antiguitat clàssica.

## L'obra
La consolació de la filosofia fou escrita durant l'any que Boeci fou empresonat, i mentre esperava el judici (que acabà amb la seva condemna i execució) acusat de traïció pel rei ostrogot Teodoric el Gran. Boeci tenia fins llavors un poder considerable en l'administració de l'Estat i fou traït i acusat falsament. Aquesta experiència va inspirar el text, que reflecteix l'existència del mal en un món governat per Déu, i com, fins i tot en l'infortuni, la persona pot aspirar a la felicitat, a més d'exposar la naturalesa i la bondat de Déu. S'ha qualificat com a "de lluny, l'exemple més interessant de literatura de presó que el món ha vist mai".
Malgrat el rerefons religiós, el llibre no és estrictament de religió, sinó que s'hi estableix un vincle espiritual, però no s'explicita si es refereix al cristianisme o a qualsevol altra religió. Déu es presenta com a etern i omniscient, i com a font de tots els béns, però com una divinitat genèrica. Així, respon qüestions religioses sense fer referència explícita al cristianisme, sinó a la filosofia natural, l'ètica i a la tradició clàssica grega: hi ha harmonia entre fe i raó, i les veritats cristianes no són essencialment diferents a les veritats de la filosofia. Per a Henry Chadwick, "és una obra escrita per un platonista que també és cristià, però no una obra cristiana."
Boeci planteja l'obra com una conversa amb la Dama Filosofia, que consola l'autor parlant sobre la naturalesa transitòria de la fama i la riquesa:
| « | Ningú no pot estar veritablement segur fins que no ha estat abandonat per la Fortuna" | » |

Sobre fama i riquesa, se situen com a superiors els assumptes de la ment i l'esperit, l'"únic bé veritable". La felicitat prové, per tant, de l'interior i la pròpia virtut és el bé que hom té en realitat, i el que no pot perdre's pels canvis de la fortuna.
Boeci planteja qüestions com la naturalesa de la predestinació i el lliure albir, que els homes dolents sovint prosperen mentre els homes bons cauen en la ruïna; i parlen sobre la naturalesa, la virtut i la justícia. Es planteja el lliure albiri enfrontat al determinisme i es planteja si Déu sap i veu tot, ja predeterminat, o deixa als homes tenir voluntat pròpia: Déu és com un espectador d'una cursa de carros, que en pot observar el desenvolupament però no pot causar-lo. La naturalesa humana és essencialment bona i només quan cau en el mal "s'enfonsa fins al nivell dels animals". Pel que fa a la justícia, considera que el delinqüent no ha d'ésser maltractat sistemàticament, sinó tractat amb simpatia i respecte, com el metge tracta el pacient per sanar-lo.
Literàriament, també és una obra important, probablement la més important del seu segle. És un text prosimètric, és a dir, escrit en seccions alternades en prosa i en vers (o prosa rítmica, segons un ritme quantitatiu). Boeci demostra un domini absolut de la forma i el ritme de la poesia llatina. Qualificada com a sàtira menipea, és una fusió d'al·legoria, diàleg platònic i obra poètica.

## Influència

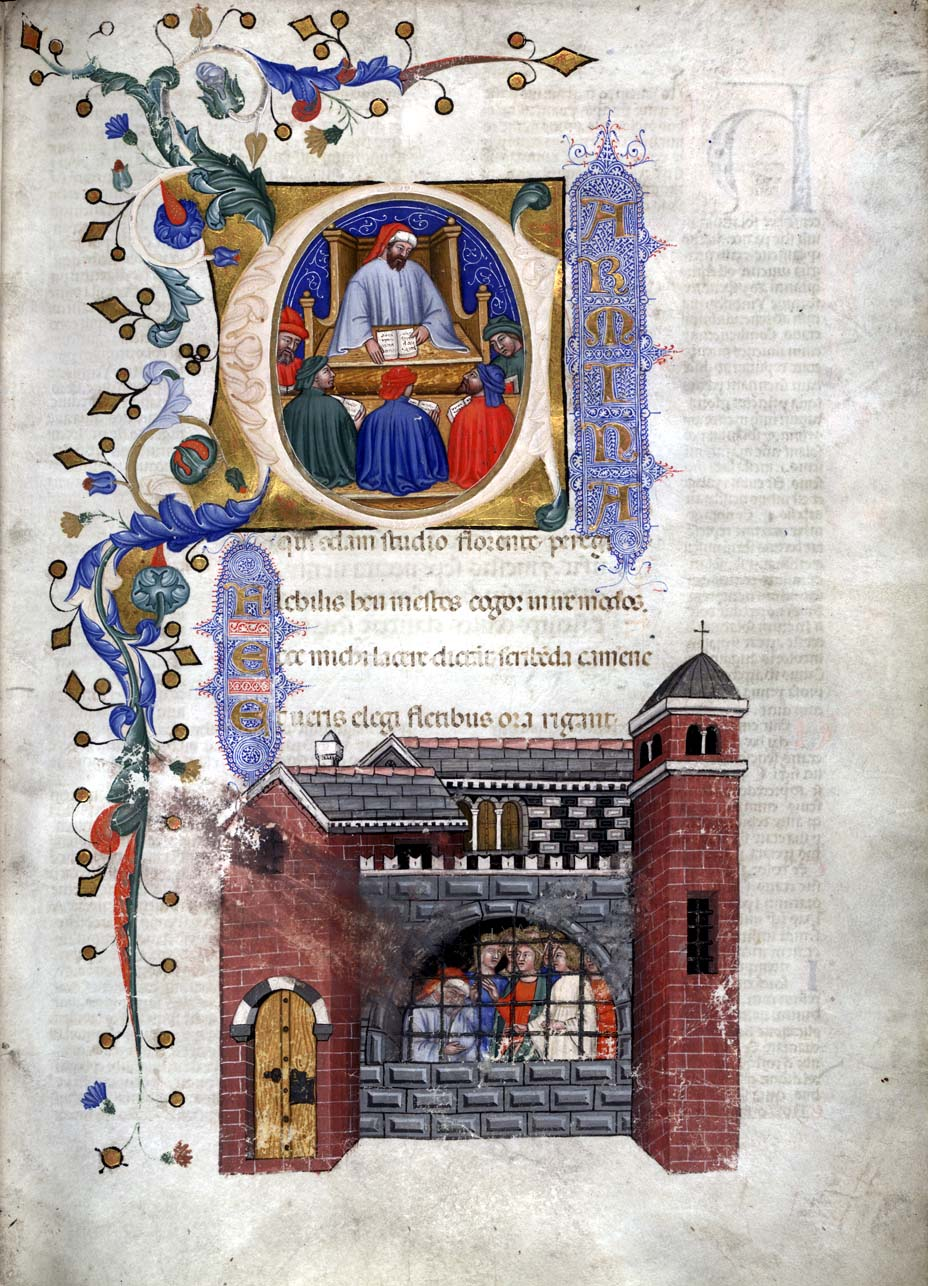
Miniatura treta d'un manuscrit de Gregori de Gènova

Des del Renaixement carolingi al final de l'edat mitjana ha estat l'obra més copiada i difosa de la literatura secular europea, i una de les més populars i influents. Estudiada a les universitats i llegida per homes d'estat, poetes i historiadors, a més de filòsofs i teòlegs, i no només difosa en llatí, sinó traduïda, ja des dels segles medievals, a diverses llengües. Va esdevenir un dels principals mitjans de difusió del pensament clàssic en la cultura medieval, com un punt intermedi entre la filosofia pagana de Sèneca el Jove i l'escolàstica de Tomàs d'Aquino.
El missatge del llibre coincidia amb les directrius espirituals de la pietat medieval: la virtut enfrontada als béns materials, el bé i el mal, el patiment a causa del mal com a camí envers la virtut, la felicitat en Déu... El missatge neoplatònic i l'ètica cristiana, en cap cas doctrinal ni dogmàtica, el va fer popular.
Algunes traduccions a llengües vernacles són notables per la qualitat literària, com l'anglosaxona del rei Alfred el Gran, la francesa de Jean de Meun, l'anglesa de Geoffrey Chaucer, l'alemanya de Notker de Sankt Gallen o la castellana rítmica d'Alberto de Aguayo (1516).
En català s'ha traduït diversos cops:
- ca 1360: traducció de Pere Saplana i Antoni Genebreda, dedicada a Jaume III de Mallorca, empresonat llavors; en realitat és una paràfrasi del text llatí amb glosses i comentaris propis. Editada per primer cop a Barcelona: Biblioteca Catalana, 1873.[5]
- 1989: traducció de Valentí Fàbrega i Escatllar. Barcelona: Laia, 1989 (Textos filosòfics).
- 2002: segona traducció de Valentí Fàbrega i Escatllar. Barcelona: Fundació Bernat Metge, 2002 (Col·lecció Catalana dels clàssics grecs i llatins; vol. 332. Escriptors llatins: Text i traducció).